# Scedosporium
Scedosporium är ett släkte av svampar. Scedosporium ingår i familjen Microascaceae, ordningen Microascales, klassen Sordariomycetes, divisionen sporsäcksvampar och riket svampar.
|              | Microascus                                 |
|              |                                            |
|              | Scopulariopsis                             |
|              |                                            |
|              | Pithoascus                                 |
|              |                                            |
|              | Kernia                                     |
|              |                                            |
|              | Lophotrichus                               |
|              |                                            |
|              | Cephalotrichum                             |
|              |                                            |
|              | Doratomyces                                |
|              |                                            |
|              | Stysanus                                   |
|              |                                            |
|              | Graphium                                   |
|              |                                            |
| Scedosporium | \| \| Scedosporium prolificans \| \| \| \| |
|              | \| \| Scedosporium prolificans \| \| \| \| |
|              | Petriellopsis                              |
|              |                                            |
|              | Parascedosporium                           |
|              |                                            |
|              | Brachyconidiellopsis                       |
|              |                                            |
|              | Ascosubramania                             |
|              |                                            |
|              | Wardomyces                                 |
|              |                                            |
|              | Rhexographium                              |
|              |                                            |
|              | Petriella                                  |
|              |                                            |
|              | Wardomycopsis                              |
|              |                                            |
|              | Enterocarpus                               |
|              |                                            |
|              | Pseudallescheria                           |
|              |                                            |
|              | Trichurus                                  |
|              |                                            |
|              | Canariomyces                               |
|              |                                            |
|              | Scedosporium prolificans                   |
|              |                                            |

|  | Scedosporium prolificans |
|  |                          |